# Arthur Shawcross
Pour les articles homonymes, voir Shawcross.
Arthur John Shawcross (6 juin 1945 à Kittery (Maine) - 10 novembre 2008) est un tueur en série américain, connu aussi sous le nom du tueur de la rivière Genesee (The Genesee River Killer) ou l'étrangleur de Rochester (The Rochester Strangler). Il a reconnu le meurtre de la plupart de ses victimes après avoir bénéficié d'une liberté conditionnelle une première fois à la suite d'une condamnation pour le meurtre de deux enfants, ce qui a conduit à une critique du système judiciaire américain.

## Jeunesse
Shawcross est né à Kittery, dans le Maine. Mais, sa famille a déménagé à Watertown, dans l'État de New York quand il était jeune. Alors que plusieurs années plus tard il fut démontré que Shawcross possédait une intelligence en dessous de la moyenne, voire qu'il avait un retard mental, il a eu des A et des B lors de ses deux premières années à l'école primaire. À sa cinquième année, les résultats de l'un de ses tests ont montré que son QI était « inférieur à la normale » (entre 86 et 92). Shawcross était enclin à l'intimidation et à la violence physique, et mouillait son lit de façon chronique, du moins jusqu'à ses 12 ans. En 1960, il abandonne le lycée puis en avril 1967, il s'engage dans l'armée de terre. À cette époque, il divorce de sa première femme et lui laisse la garde de leur enfant d'un an et demi, qu'il n'a jamais revu.
En septembre 1968, après la fin de son service militaire au Viêt Nam, Shawcross est transféré à Fort Sill, en Oklahoma en tant qu'armurier. Sa seconde femme, Linda, connaît à cette époque plusieurs aspects de son comportement dérangeant, surtout son penchant d'incendiaire ; un des psychiatres de l'armée lui a dit que son mari éprouvait du plaisir sexuel en allumant des incendies. Linda Shawcross assiste également au meurtre de leur chiot de six mois par son mari. Shawcross quitte l'armée avec les honneurs au printemps 1969.
Shawcross quitte l'Oklahoma pour Clayton (New York) avec sa femme (qui va bientôt demander le divorce), où il commence à commettre des infractions allant de l'incendie criminel au cambriolage. Ses crimes lui valent de purger une peine de cinq ans à Attica, mais il est finalement transféré dans l'établissement correctionnel d'Auburn, où il reste vingt-deux mois. Libéré sur parole en octobre 1971, il retourne à Watertown, pour trouver finalement du travail dans une entreprise de travaux publics de la ville et se marier pour la 3e fois. En mai 1972, Shawcross viole et assassine un jeune garçon de dix ans, Jack Owen Blake, après l'avoir attiré dans les bois. Quatre mois plus tard, il viole et tue Karen Ann Hill, une fillette de 8 ans, qui était en visite à Watertown avec sa mère pour le week-end de la fête du travail.
Arrêté pour ces crimes, Shawcross avoue les avoir commis. En vertu d'une transaction pénale, il révèle où il a caché le corps de Jack. Il plaide coupable d'homicide involontaire sur la personne de Karen Ann Hill et les charges concernant Jack Blake sont abandonnées. Il est reconnu coupable et condamné à vingt-cinq ans de prison.
Shawcross fait quatorze ans et demi de prison et est libéré sur parole en avril 1987. Ne tenant pas en place, personne ne veut l'accueillir chez lui et aucune entreprise ne veut de lui comme employé à cause de son passé criminel. Son officier de liberté conditionnelle le reloge à Rochester en juin 1987 où il vit dans l'appartement Normandy no 316.

## Seconde série de meurtres
En mars 1988, Shawcross recommence à tuer, principalement des prostituées, dans le quartier où il vit, avant sa capture, moins de deux ans plus tard. Il est reconnu coupable de onze meurtres, avec un douzième qu'on ne lui a pas attribué officiellement. Les victimes sont :
| #   | Nom                          | Âge | Disparition       | Découverte du corps |
| --- | ---------------------------- | --- | ----------------- | ------------------- |
| 1.  | Dorothy « Dotsie » Blackburn | 27  | 18 mars 1988      | 24 mars 1988        |
| 2.  | Anna Marie Steffen           | 28  | 9 juillet 1988    | 11 septembre 1988   |
| 3.  | Dorothy Keeler               | 59  | 29 juillet 1989   | 21 octobre 1989     |
| 4.  | Patricia « Patty » Ives      | 25  | 29 septembre 1989 | 27 octobre 1989     |
| 5.  | June Stotts                  | 30  | 23 octobre 1989   | 23 novembre 1989    |
| 6.  | Marie Welch                  | 22  | 5 novembre 1989   | 5 janvier 1990      |
| 7.  | Frances « Franny » Brown     | 22  | 11 novembre 1989  | 15 novembre 1989    |
| 8.  | Kimberly Logan               | 30  | 15 novembre 1989  | 15 novembre 1989    |
| 9.  | Elizabeth « Liz » Gibson     | 29  | 25 novembre 1989  | 27 novembre 1989    |
| 10. | Darlene Trippi               | 32  | 15 décembre 1989  | 5 janvier 1990      |
| 11. | June Cicero                  | 34  | 17 décembre 1989  | 3 janvier 1990      |
| 12. | Felicia Stephens             | 20  | 28 décembre 1989  | 31 décembre 1989    |

Toutes les victimes sont assassinées dans le comté de Monroe, à l'exception de Liz Gibson qui est tuée dans le comté de Wayne.
Le corps de June Cicero est découvert par surveillance aérienne le 3 janvier 1990.
Shawcross est repéré par l'équipe de surveillance (et par un témoin oculaire), debout, près de sa voiture, apparemment en train d'uriner sur un pont traversant Salmon Creek, ruisseau dans les eaux congelées duquel on a retrouvé le corps de sa dernière victime. Il est mis en garde à vue dans la soirée du 3 janvier 1990. Deux jours plus tard, il est placé en détention provisoire. Durant sa garde à vue, il avoue tous les meurtres.

## Procès et condamnation
En novembre 1990, Shawcross est inculpé de dix meurtres par le premier adjoint du procureur du district du comté de Monroe, Charles J. Siragusa. Shawcross plaide non coupable pour cause de démence, avec pour témoin le psychiatre Dorothy Lewis qui affirme qu'il souffrait de trouble de la personnalité, de stress post-traumatique et qu'il a peut-être été maltraité dans son enfance.
Shawcross, qui a servi au Vietnam, dans la 4e compagnie de transport et d'approvisionnement de la 4e division d'infanterie, a raconté des histoires farfelues selon lesquelles il aurait commis des crimes durant son service militaire lorsqu'il était seul dans la jungle. À son retour du service militaire, Shawcross a déclaré avoir vu des soldats américains blessés de la tête aux pieds,, décapiter deux femmes et placer leurs têtes sur des poteaux. Le profiler du FBI, Robert K. Ressler, examine les déclarations de la psychiatre pour l'accusation avant le procès. Ressler écrit que « les déclarations de la psychiatre selon lesquelles Shawcross avait été témoin d'atrocités en temps de guerre étaient manifestement fausses et scandaleuses ». Shawcross est reconnu coupable de dix meurtres au second degré et condamné à 250 ans de prison pour les meurtres commis dans le comté de Monroe.
Quelques mois plus tard, Shawcross est transféré au comté de Wayne pour y être jugé pour le meurtre de Liz Gibson. Il plaide coupable et est condamné à la prison à vie.
En 1992, l'auteur de romans policiers Joel Norris écrit un livre sur l'affaire. Le livre de poche est mis en vente avec un CD contenant « les confessions en direct de Shawcross sur ses crimes odieux ! ». Cet ouvrage est beaucoup critiqué notamment pour son sensationnalisme.

## Emprisonnement et mort
Shawcross est incarcéré au centre de détention Sullivan (Sullivan Correctional Facility (en)) à Fallsburg (New York) jusqu'à sa mort, le 10 novembre 2008, au centre médical d'Albany, par arrêt cardiaque à 21h50.
Shawcross laisse une fille et sept petits-enfants.

## Documentaires télévisés
- « Arthur Shawcross » dans Ces crimes qui ont choqué le monde sur Numéro 23, RMC Découverte et Investigation.